# Euxoa cona
Euxoa cona là một loài bướm đêm trong họ Noctuidae.